# 长春微蛛
长春微蛛（学名：Erigone changchunensis）为皿蛛科微蛛属的动物。其种加词“changchunensis”意为“吉林长春的”。在中国大陆，分布于吉林、河北等地。该物种的模式产地在吉林。